# Lojze Krajnčan
Alojz Krajnčan, slovenski jazzovski skladatelj, dirigent, pozavnist in aranžer 
* 23. december 1961, Ptuj.
Lojze Krajnčan izhaja iz glasbene družine, njegov oče je bil ravnatelj glasbene šole in dirigent pihalnega orkestra v Ormožu. Že v rosnih letih se je pridružil orkestru na eufoniju, kasneje na pozavni, prvi učitelj pa mu je bil prav njegov oče. Pri mami se je učil klavir. Na srednjo glasbeno šolo se je vpisal v Ljubljani pri profesorju D. Miškoviču. Kot mladega nadarjenega pozavnista - srednješolca ga je opazil in povabil k sodelovanju takratni dirigent Big Banda RTV Ljubljana Jože Privšek. Študij je nadaljeval na Visoki šoli za glasbo in pripadajoče umetnosti v Gradcu v Avstriji, kasneje pa na priznani Berklee College of Music v Bostonu v ZDA. Poleg pozavne je študiral še kompozicijo in aranžiranje.
Po vrnitvi iz Amerike je prvo leto sodeloval kot prvi pozavnist v Simfoničnem orkestru RTV Ljubljana, kasneje pa kot solist pozavnist v Big Bandu iste hiše. Sledili so številni koncerti in snemanja doma in v tujini. V Poriju na Finskem je sodeloval v EBU Big Bandu kot glasbeni delegat iz takratne Jugoslavije, prav tako tudi v Kobenhavnu, Budimpešti in Novem Sadu. Pridružil se je Ugrin-Divjak jazz kvintetu s katerim je veliko gostoval po Sloveniji in takratni Jugoslaviji. V tem obdobju je nastal prvi njegov avtorski LP z naslovom Commercial v jazz fusion stilu.
Posvečal se je tudi komorni glasbi v kvartetu pozavn L’arte Musicale, ki je uspešno deloval vrsto let. Naslednik tega ansambla je Jazz Brass - kvintet trobil, v katerem je pridobil veliko izkušenj kot jazz pozavnist, aranžer, komponist in umetniški vodja.
Po upokojitvi Jožeta Privška je leta 1993 prevzel mesto dirigenta in za deset let tudi umetniško vodstvo Big Banda RTV Slovenija. Sledila so številna snemanja, uspešni koncerti in gostovanja. Sodeloval je s svetovno znanimi glasbeniki, kot so: Ack van Royen, Toots Tielemans, Nils Osterd P., Martin Drew, Jonny Griefin, Clarke Terry, Duško Gojković, Boško Petrović, Bobby Show, Mads Vinding, Mike Stern, James Carter, New York Voices, Alex Sipiagin… 
Zelo uspešno je sodeloval z zagrebškim vibrafonistom Boškom Petrovićem, s katerim je posnel skupaj z Big Bandom s Porinom nagrajen album ‘Round Midnight. (Nagrada združenja hrvaških glasbenikov), uspešni so tudi albumi, ki jih je kot avtor, aranžer in dirigent posnel s kitaristom Primožem Grašičem, multiinštrumentalistom Boštjanom Gombačem, pianistom Markom Črnčecem, bobnarjem in čelistom Kristijanom Krajnčanom, kitaristom Teom Collorijem, s pevcem Urošem Peričem, pevkami Alenko Godec, Aniko Horvat, Ano Bezjak in mnogimi drugimi.
V sodelovanju z ženo Romano Krajnčan je uglasbil več avtorskih šansonov in poezije ter več kot 200 pesmi za otroke, ki so izšle na kasetah in zgoščenkah, knjigah ter različnih mjuziklih in predstavah.
Sodeluje s številnimi domačimi in tujimi orkestri in solisti kot so: Orkester Slovenske filharmonije, Simfonični orkester RTV Slovenija, Revijski orkester RTV Slovenija, Big Band RTV Slovenija, Big Band HRT, Orkester slovenske policije, Slovenski kvintet trobil, Trobilni ansambel Slovenske filharmonije …

## Diskografija
- COMMERCIAL - Lojze Krajnčan LP (ZKP RTV 1987)
- THE SLOVENE - THE ENGLISH BRASS QUINTT ENSEMBLE (ZKP RTV Slovenija 1992)
- PRVO SREČANJE - Jazz Brass ( ZKP RTV Slovenija 1996)
- BOŽIČNO RAZPOLOŽENJE - Jazz Brass ( FM Records)
- ZLATA ŠESTDESETA – Big Band RTV (ZKP RTV Slovenija 1997)
- URA BREZ KAZALCEV Anika Horvat & Big Band RTV (ZKP RTV Slovenija 1998)
- VSE OB SVOJEM ČASU Alenka Godec & Big Band RTV (ZKP RTV Slovenija 2000)
- MOJA ŽELJA/MY WISH - Primož Grašič & Revijski orkester RTV ( NIKA RECORDS 2000)
- ‘ROUND MIDNIGHT - Boško Petrović & Big Band RTV (ZKP RTV Slovenija 2003) - nagrada Porin za najboljši jazz album
- BP CLUB BLUES - Boško Petrović (Croatia Records 2004)
- NEKAJ JE V ZRAKU - Romana Krajnčan (samozaložba, 2004)
- JANEZ DOVČ & Orkester Slovenske filharmonije (SF 2007)
- NIHČE NE VE - Anika Horvat & Big Band RTV ( ZKP RTV Slovenija 2007)
- VONJ PO LJUBEZNI - Romana Krajnčan (ZKP RTV Slovenija 2008)
- ALL OF ME - Uroš Perič & Big Band RTV (ZKP RTV Slovenija 2008)
- LUCIENNE - Lucienne Lončina & Big Band RTV (ZKP RTV Slovenija 2009)
- UROŠ PERIČ AND FRIENDS - Uroš Perič & Big Band RTV (ZKP RTV Slovenija 2010)
- LIBERAMENTE - Revijski orkester RTV (ZKP RTV Slovenija 2011)
- MANJKA MI MANJKA – Romana Krajnčan, (Dallas Records 2011)
- TASF S SLOVENSKIMI SKLADATELJI - TASF (ZKP RTV Slovenija 2012)
- TURN IT UP - Vox Arsana & Big Band RTV (ZKP RTV Slovenija 2014)
- DEDICATED TO YOU - Uroš Perič & Big Band RTV (ZKP RTV Slovenija 2014)
- SREČANJE/MEETING - Tibor Kerekeš & Orkester Slovenske filharmonije (SF 2014.)
- LEGEND The Slokar Quartet - Branimir Slokar trombone quartet (Octavia Records Inc. 2017)
- HAVE A MERRY PERRY CHRISTMAS - Uroš Perič & Revijski orkester RTV (ZKP RTV Slovenija 2017)
- IUCUNDUS - Boštjan Gombač & Big Band RTV (ZKP RTV Slovenija 2018)
- FIRST ENCOUNTER - Renato Chicco & Big Band RTV (ZKP RTV Slovenija 2019)
- AMERICA THE BEAUTIFUL - Uroš Perič & Big Band RTV (ZKP RTV Slovenija 2019)
- VORA BIJE - Mladinski zbor RTV & Simfonični orkester RTV Slovenija (ZKP RTV Slovenija 2021)
- GITARA PARLANTE - Teo Collori & Big Band RTV (ZKP RTV Slovenija 2021)
- FLOATING SEND - Kristijan Krajnčan & Big Band RTV (ZKP RTV Slovenija 2021)
- ROADS - Marko Črnčec & Big Band RTV (ZKP RTV Slovenija 2021)

## Glasba za film
orkestracija za simfonični orkester:
- PETELINJI ZAJTRK (režija Marko Naberšnik, 2007)
- ŠANGHAJ (režija Marko Naberšnik, 2012)

## Zgoščenke glasbe za otroke
- Romana in Bolhobend
- Jupije
- Romana za najmlajše
- Od mravljice do dinozavra
- V pradavnini
- Romana in Cic
- A E I O U
- Figelpok
- Tuba Luba
- Strašnofletne
- Kdo nima hlač?
- Rojstndan
- Najlepše pesmi za otroke
- Pesmi o Miški in Belamiški
- Romana, otroci in pošast Pozabaaa

## Glasbene predstave in muzikali
- TV muzikal JUPIJE (režija Slavko Hren, glasba Lojze Krajnčan, koreografija Mojca Horvat), TV Slovenija
- gledališki muzikal MI SE NE DAMO (Prešernovo Gledališče Kranj, režija Boris Kobal, glasba Lojze Krajnčan, koreografija Mojca Horvat)
- glasbeno plesna predstava STRAŠNOFLETNA (v sodelovanju z Andrejem Rozmanom Rozo in Plesnim klubom Miki, glasba Lojze Krajnčan in Romana Krajnčan
- GREMO SKUPAJ in DOBRA VOLJA JE NAJBOLJA (oba v sodelovanju z Lutkovnim gledališčem Fru Fru, glasba Lojze Krajnčan in Romana Krajnčan)
- LJUBIM TE - SPREMENI SE! (svetovna uspešnica v prevodu Milana Dekleve, glasbene priredbe: Lojze Krajnčan, režija Gašper Tič), produkcija Prospot,2010
- Avtorski muzikal MANJKA MI, MANJKA ( Besedilo in režija Gašper Tič, glasba: Lojze Krajnčan, Romana Krajnčan, produkcija DreamArt), koprodukcija Siti Teater
- ROMANA, OTROCI in POŠAST POZABAAA (režija Ivana Djilas, glasba Lojze Krajnčan)
- Glasbena predstava NA DVORIŠČU (režija Ivana Djilas, glasba Lojze Krajnčan, zgodba in songi Feri Lainšček)
- TRNULJČICA: MiniTeater (režija Robert Waltl, glasba Žigan Krajnčan in Lojze Krajnčan)

## Knjige
- MURENČKI, Založba Mladinska knjiga(1998)
- TANGO za violončelo in klavir, Edicije DSS (2003)
- ŠOLA ZA KLOVNE, založba Morfem (2008),
- POJ Z MENOJ mali zvezek za otroške in mladinske pevske zbore , založba Astrum (2007)
- MIŠEK MIŠKO IN BELAMIŠKA - slikanica z zgoščenko pesmi Ferija Lainščka, uglasbil Lojze Krajnčan, izšla pri Založbi Mladinska knjiga (2010)
- VORA BIJE deset pesmi iz Prekmurja (RTV Slovenija 2021)
- NA PTUJU ROJENI - Notna zbirka zborovskih skladb. (JSKD 2021)